# Un metge a la Marina
Un metge a la Marina (títol original en anglès: Doctor at Sea) és una pel·lícula britànica dirigida per Ralph Thomas estrenada el 1955. Ha estat doblada al català.

## Argument
Després d'acabar els seus estudis, i per escapar fàcilment d'una conquesta femenina, el doctor Simon Sparrow s'embarca com a metge en el vaixell mercant El Lotus  a punt de partir cap a Rio de Janeiro. En aquest vaixell exclusivament masculí, l'ambient és embolicat a causa del capità Hogg. Pel viatge de tornada, el misogin capità és obligat de prendre dues passatgeres: Muriel Mallet, la filla del director de la companyia marítima i la seva amiga Hélène Colbert, una jove i seductora cantant francesa de la qual Simon immediatament s'enamora...

## Repartiment
- Dirk Bogarde: El Doctor Simon Sparrow
- Brigitte Bardot: Hélène Colbert
- James Robertson Justice: el capità Hogg
- Brenda De Banzie: Muriel Mallet
- Maurice Denham: Easter
- Michael Medwin: Trail
- Hubert Gregg: Archer
- James Kenney: Fellowes
- Raymond Huntley: el capità Beamish
- Geoffrey Keen: Hornbeam
- George Coulouris: El fuster
- Jill Adams: Jill
- Joan Sims: Wendy
- Noel Purcell: Corbie

## La saga del Doctor
- 1954: Doctor in the House de Ralph Thomas, amb Dirk Bogarde, James Robertson Justice, Muriel Pavlow
- 1955: Un metge a la Marina (Doctor at Sea)
- 1957: Toubib en liberté (Doctor at Large) de Ralph Thomas, amb Dirk Bogarde, James Robertson Justice, Muriel Pavlow
- 1960: Doctor in Love de Ralph Thomas, amb Michael Craig, James Robertson Justice, Leslie Phillips
- 1962: We Joined the Navy de Wendy Toye, amb Kenneth More, Laurence Naismith, Dirk Bogarde
- 1963: Doctor in Distress de Ralph Thomas, amb Dirk Bogarde, James Robertson Justice, Mylène Demongeot
- 1966: Doctor in Clover de Ralph Thomas, amb Leslie Phillips, James Robertson Justice, Shirley Anne Field
- 1969-1970: Doctor in the House, sèrie TV difosa en episodis de 30 minuts (Temporades 1 i 2, 13 episodis cadascuna), una producció ITV
- 1970: Un metge amb problemes (Doctor in Trouble) de Ralph Thomas, amb Leslie Phillips, James Robertson Justice, Robert Morley
- 1971: Doctor at Large, sèrie TV difosa en episodis de 30 minuts (Temporada 1, 29 episodis), una producció ITV

## Premis i nominacions
Nominacions
- 1966: BAFTA al millor guió per Nicholas Phipps i Jack Davies